# ماهیچه نازک‌نئی بلند
ماهیچه نازک‌نئی بلند یا عضله فیبولاریس بلند (Fibularis longus) یا پرونئوس بلند در سطح خارجی استخوان نازک‌نی و ساق پا قرار دارد. عمل این عضله اورشن و پلانتار فلکسیون مفصل مچ (خم شدن کف پا به سمت پشت پا) است. وتر (تاندون) انتهایی عضله پرونئوس لونگوس (ماهیچه نازک‌نئی بلند) در طبقه چهارم عضلات داخلی (اینترنسیک) کف پا قرارمی گیرد.
عمل پلانتار فلکسیون فیبولاریس هنگامی روی می‌دهد که مثلاً بخواهیم با پا پدال گاز را فشار دهیم. عمل اورشن هنگامی روی می‌دهد که بخواهیم سطح داخلی کف پا و مثلاً انگشت شست را به زمین فشار دهیم، در این حالت کف پا به سمت خارج نگاه می‌کند.